# چنگوری
چنگوری، روستایی از توابع بخش سجاس‌رود شهرستان خدابنده در استان زنجان ایران است.از قریه های تاریخی از زمان ایلخانی است تپه قبرستان قدیمی این روستا ثبت ملی شده است. جمعیت اولیه روستا را سی خانوار دانسته و از بزرگان این روستا به عزمحمد، الله یاری، ده باش یاد کرد. 

## جمعیت
این روستا در دهستان سجاس‌رود قرار دارد و براساس سرشماری مرکز آمار ایران در سال ۱۳۸۵، جمعیت آن ۸۵۱ نفر (۱۷۴خانوار) بوده‌است.